# Bisdom Idiofa
Het bisdom Idiofa (Latijn: Dioecesis Idiofaensis) is een rooms-katholiek bisdom in Congo-Kinshasa met als zetel Idiofa. Het is een suffragaan bisdom van het aartsbisdom Kinshasa en werd opgericht in 1959. 
Het bisdom is ontstaan uit de apostolische prefectuur Ipamu die in 1937 werd opgericht. In 1948 werd dit een apostolisch vicariaat en in 1959 werd het bisdom Ipamu opgericht. De eerste bisschop was René Toussaint, O.M.I.. In 1960 kreeg het bisdom zijn huidige naam.
In 2016 telde het bisdom 43 parochies verdeeld over acht dekenaten. Het bisdom heeft een oppervlakte van 40.000 km2 en telde in 2016 2.750.000 inwoners waarvan 56,4% rooms-katholiek was. 

## Bisschoppen
- René Toussaint, O.M.I. (1959-1970)
- Eugène Biletsi Onim (1970-1994)
- Louis Mbwôl-Mpasi, O.M.I. (1997-2006)
- José Moko Ekanga, P.S.S. (2009- )